# エメラルド

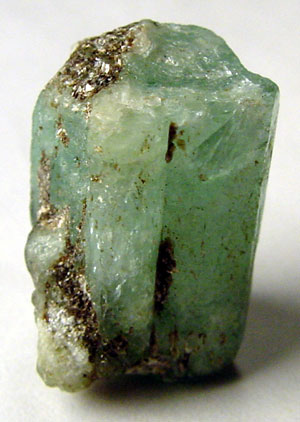
エメラルドの原石

エメラルド（英: emerald）は、緑柱石（英: beryl、ベリル）の一種で、強い緑を帯びた宝石である。和名は、翠玉（すいぎょく）、緑玉（りょくぎょく）である。

## 性質・特徴
- 組　成 : Be3Al2Si6O18

アクアマリンと組成を同じくするが、クロム Cr やバナジウム V がドーパントとして混入している。
- 比　重 : 2.6 - 2.8
- 硬　度 : 7.5 - 8
- 屈折率 : 1.577 - 1.583
- 複屈折 : 0.0040 - 0.0070

内部に特有の傷が無数にあり、これが天然ものの標識ともなっている。当然ながら、大きく、傷が少ないほうが価値が高く、明るく濃い緑色のものが最上級とされる。エメラルドは天然には良質の石がほとんど産しないため、かなりの傷物も宝石として流通させることが一般に認められており、その場合オイルや樹脂に浸すなど化学的処理を施して傷を隠したり、石の耐久度を高めたりする。特に無処理、ノンオイルとのことわりがない限り、この手の処理を施してあると考えて差し支えない。処理が下手な場合、時間の経過とともにオイルが蒸発する。かなり高度な処理であっても、近年宝石店の店頭でも盛んに行われている超音波洗浄機によりオイルが抜けてしまうことがあり、そうなると本来の傷物の姿に戻ってしまう。
また、緑柱石の中には黄緑色をした石もあるが、エメラルドとして扱われることはほとんどなく、ヘリオドール、グリーンベリルなどと呼ばれ価値も著しく下がる。発色の仕組みも鉄イオンが関係しており、クロムやバナジウムにより発色するエメラルドとは原理が異なる。これらの石は加熱処理によりアクアマリンへと変色させることができる。
モース硬度ではかなり硬い石だが、内部に多数の傷を抱えていると云う結晶の性質上、衝撃に極端に弱い。指輪の台に取り付けるだけで割れることさえあり、職人泣かせの石とされる。エメラルドカットと呼ばれるカットがされることが多いが、これは屈折率がダイヤモンドのように高くなく、ブリリアントカットを施しても屈折率の高い石に特徴的な煌き（ファイア）が見られないためで、印象的な緑色をより広く見せようとした結果である。それと、上述したこの石の脆さ、及び六角柱をした結晶から取り出せる大きさなどとの関係から、なるべく欠け易い角が少なくなるようなこのカットが生まれた。なお、透明度の低い石の場合はカボション・カットが施される場合もある。
稀にキャッツアイ効果（シャトヤンシー効果）の現れるエメラルド・キャッツアイやスター効果の現れるスターエメラルドが産出されることがあるが、非常に希少である。トラピチェ・エメラルドと呼ばれる均等に放射状に６つに割れた一見スターに見紛う石もあり、こちらも非常に希少である。
同じベリルに属するレッドベリルをアメリカの宝石業界がレッドエメラルドと呼ぶように他国と激しい議論を重ねているが、本来エメラルドには「緑色の」と言う意味があるのでこの名称は正しくない、と考える人もいる
。ベリルの語源であるギリシア語beryllosにも「海のような青緑の石」という意味がある。

## 生産
コロンビア、ブラジル、ザンビア、ジンバブエ、マダガスカル、パキスタンなど各地で産出されるが、現在は、コロンビアが最大の産出国である。
2000年の生産シェアはコロンビア (60%)、ザンビア (15%)、ブラジル (12%)、ロシア (4%)、ジンバブエ (3%)、マダガスカル (3%) である。

## 語源
エメラルドの語源はサンスクリット語で「緑色の石」を意味する「スマラカタ」にある。それが、ギリシャ語で「スマクラグドス」、ラテン語で「スマラグダス」と変化し、さらに「スマラルダス」に変化、そこからさらに古フランス語で「エスメラルド」に変化し、現在の「エメラルド」と言う呼称になったとされる。

## 色との関連
エメラルドはエメラルドグリーンのように色の名前として、また美しい鮮やかな緑色を表現する上で「エメラルドのような〜」といったように慣用句として使われる。
- アメリカ合衆国ワシントン州のシアトル市は豊かな自然に囲まれ、その美しさからエメラルド・シティーと呼ばれる。シアトルを本拠地とするプロ野球チームシアトル・マリナーズのチームカラーはエメラルドグリーンである。

## 歴史
エメラルドの歴史は古く、世界の4大宝石にも数えられている。ギリシア時代、アリストテレスの弟子テオフラストスの「石について」に登場し、エジプトの紅海に近い砂漠で発見されたという。プトレマイオス朝エジプトではクレオパトラも愛用し好みの大使に与え、シーザーは治療のためにたくさん集めたと伝えられている。このことから富と権力の象徴でもあったとされている。ローマ帝国時代のプリニウスの「博物誌」では、ダイヤと真珠に次ぐ、第三位の宝石とされており、皇帝ネロはエメラルド製のモノクルを所有していたとの言い伝えもある。実際、ポンペイなどローマ帝国時代の遺跡からはエメラルド製品がよく出土する。
このように古い歴史を持つエメラルドではあるが、量的に出回るようになったのはアメリカ大陸発見後、新大陸で発見されてからである。
エメラルドは、ギリシアやローマでは、占星術の影響でヴィーナスに捧げられていた。ユダヤの伝説ではソロモン王が神から授けられた宝石の中に、エメラルドが入っていたという。
サンスクリットの医術では、エメラルドは解毒のほか、下剤、消化を助ける、等の効果があるとされていた。ペルシアやアラビアの聖者たちも、解毒のほか、てんかんを治す、肝臓病やらい病に効くなど万能薬扱いしていたという。
ヨーロッパでは、蛇がエメラルドを凝視すると目が見えなくなるという古くからの言い伝えがある。
中世では、エメラルドに未来を予言する力があるとされ、また、女性の貞節を守り夫の愛を保つとされていた。
エメラルドの合成はフラックス法により、19世紀に成功していたが、20世紀になると、フラックス法と共に水熱合成法による宝石級のエメラルドの合成が行われるようになったが、結晶の成長速度が遅いため年単位での合成が必要となり、歩留まりが低いなどの問題がある。特に、フラックス法により大型のエメラルド結晶の合成を成功させ、1940年から宝石市場に流したキャロル・チャザム（Carroll Chatham）が有名であり、彼が創設したChatham Created Gems, Inc.は現在もエメラルドなどの宝石を製造している。